# Mark Prent
Pour les articles homonymes, voir Prent.
Mark Prent, né en 1947 à Łódź et mort le 2 septembre 2020, est un sculpteur et un artiste performant. Il est membre de l'Académie royale des arts du Canada.

## Biographie
Mark George Prent naît le 23 décembre 1947 à Łódź en Pologne et meurt le 2 septembre 2020,. 
En 1948, sa famille s'installe à Montréal,. Il étudie à l'Université Sir George Williams de Montréal, où il obtient un baccalauréat en beaux-arts en 1972.
À partir de 1972, il présente des personnages déshumanisés, souvent des portraits de lui-même, et des animaux, qu'il place dans des environnements inhabituels et dégradants. Ses installations réalistes reproduisent des scènes morbides d'horreur et de violence.
En 1975, il obtient une bourse du DAAD Artists-in-Berlin Program (en).
En 1983, il déménage avec son épouse dans le Vermont (États-Unis). Depuis le début de sa carrière publique en 1970, Mark Prent a trente et une expositions individuelles, dont le Stedelijk Museum Amsterdam, l'Académie des arts de Berlin et le Musée d'art contemporain de Montréal, en plus de participer à une longue liste d'expositions collectives. Il reçoit de nombreux prix, dont de nombreuses subventions du Conseil des Arts du Canada, la bourse de la Fondation Guggenheim, la bourse de la Fondation Ludwig Vogelstein et le Point des arts. Il est nommé membre de l'Académie royale des arts du Canada.

## Récompenses
- Prix Lynch-Staunton en 1977

## Musées et collections publiques
- MacKenzie Art Gallery
- Musée des beaux-arts du Canada[9]
- Museum London[10]
- Musée national des beaux-arts du Québec[11]
- Simon Fraser Gallery
- Robert McLaughlin Gallery
- Musée d'art de Vancouver

## Galerie

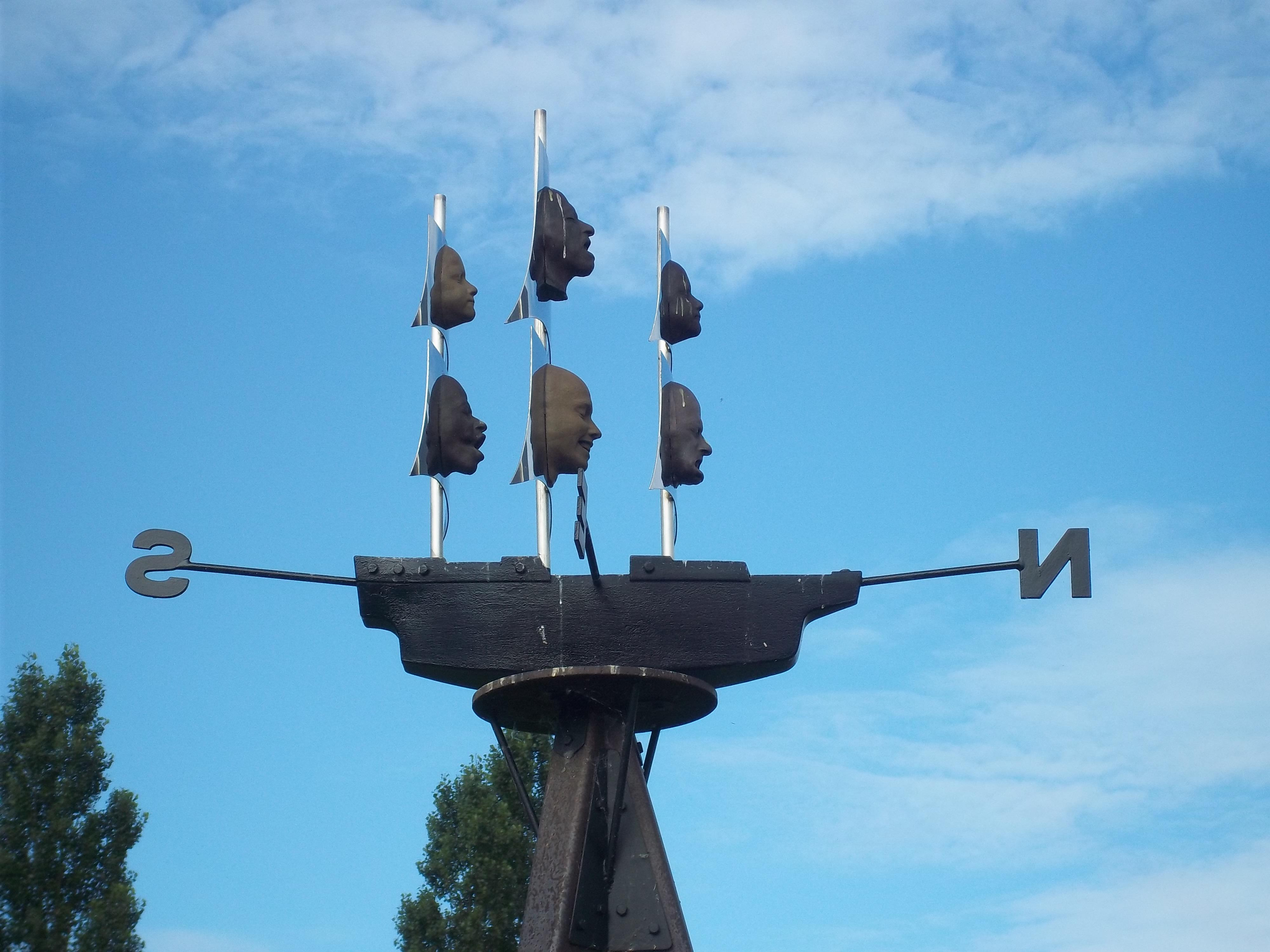
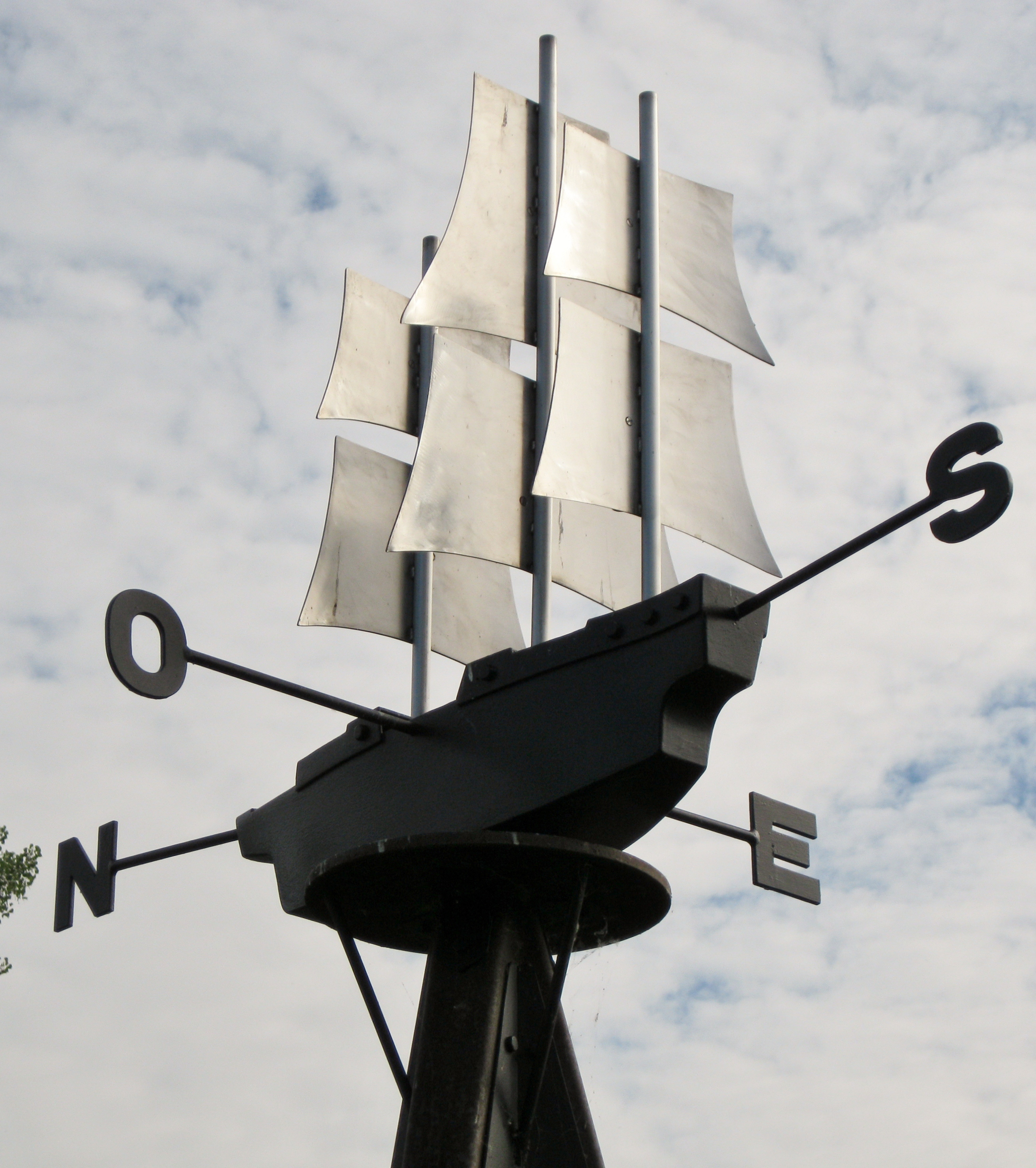
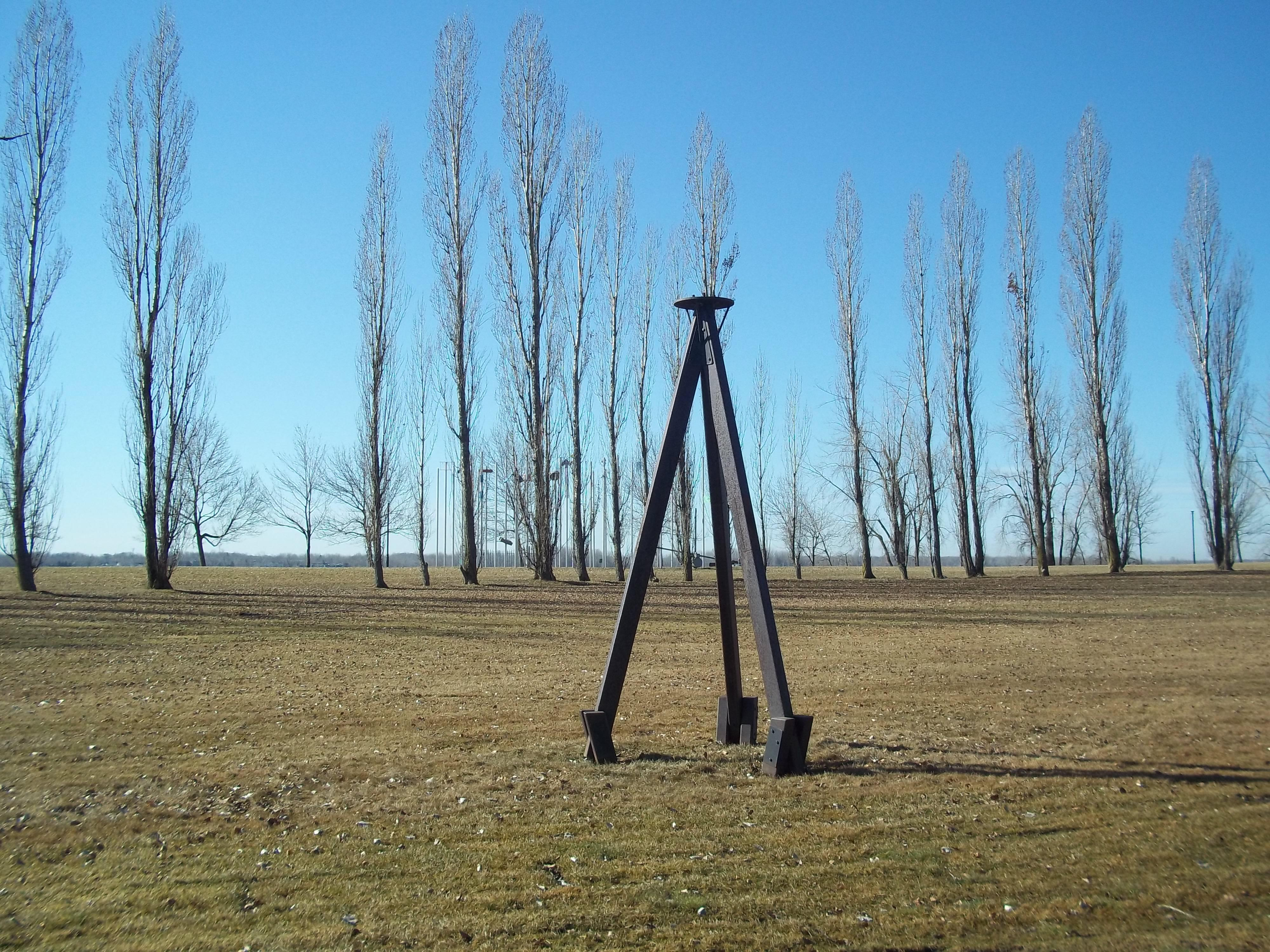